# Laelia rosea
Laelia rosea là một loài thực vật có hoa trong họ Lan. Loài này được (Linden ex Lindl.) C.Schweinf. mô tả khoa học đầu tiên năm 1967.